# Кальво, Эдди
Эдвард «Эдди» База Кальво (англ. Edward «Eddie» Baza Calvo; род. 29 августа 1961) — американский политик, 8-й губернатор Гуама (2011—2019).

## Биография

### Семья и образование
Эдвард Кальво родился 29 августа 1961 года в Тамунинге, Гуам, в семье Пола Макдональда Кальво и Розы Герреро База. Его отец был губернатором Гуама в 1979—1983 годах, дедушка по отцовской линии Эдуардо Торрес Кальво — конгрессменом, а дедушка по материнской линии Антонио Камачо База — маршалом США.
Кальво окончил Father Dueñas Memorial School на Гуаме, после чего переехал в Калифорнию, где в 1979 году окончил Saint Francis High School в Маунтин-Вью (Калифорния). Позже Кальво получил степень бакалавра в области делового администрирования в Университете Нотр-Дам-де-Намюр в Белмонте.
Кальво женат на Кристин Лухан Сонидо, у них шестеро детей.

### Политическая карьера
До прихода в политику в конце 1990-х годов, Кальво работал генеральным директором Pacific Construction Company, а также вице-президентом и генеральным директором Pepsi Bottling Company of Guam.
В 1998 году Кальво был избран сенатором в законодательное собрание Гуама, и вступил в должность 4 января 1999 года. Затем он избирался сенатором ещё четыре раза (с двухлетним перерывом после поражения на выборах вице-губернатора в 2002 году). В 2007—2008 годах Кальво также занимал должность вице-спикер законодательного собрания.
В 2002 году Кальво баллотировался на должность вице-губернатора в паре с Тони Анпингко, бывшим спикером законодательного собрания, однако они проиграли на предварительных выборах Феликсу Пересу Камачо, который в дальнейшем стал губернатором.

### Губернатор Гуама
30 апреля 2010 года Кальво объявил, что покинет законодательное собрание по завершении его нынешнего срока. В той же речи он сказал, что будет баллотироваться на пост губернатора от Республиканской партии. Кандидатом в вице-губернаторы он выбрал Рея Тенорио.
4 сентября 2010 года на предварительных выборах Кальво победил действующего вице-губернатора Майкла Круса. На губернаторских выборах Кальво с небольшим перевесом (менее 2 %) победил бывшего губернатора от Демократической партии Карла Гутьерреса. Сразу после выборов избирательная комиссия провела пересчёт голосов.
7 июня 2014 года Кальво объявил, что будет баллотироваться на второй срок. На выборах его соперником вновь стал кандидат от демократов Карл Гутьеррес. Кальво победил, набрав 64 % голосов.
Во время пребывания Кальво на посту губернатора на работу в государственные учреждения стали набирать сотрудников с, по крайней мере, дипломом об окончании средней школы. Он прекратил «некоторые худшие финансовые порядки Гуама», такие как финансирование себя путём возврата налога, а также добился профицита бюджета. В феврале 2014 года Кальво подписал закон № 146, который узаконил на Гуаме доктрину крепости.
В марте 2012 года Кальво поддержал Митта Ромни в качестве кандидата в президенты США.